# Eumàrides
Eumàrides (Eumaridas, Εὐμαρίδας) fou un filòsof pitagòric nascut a l'illa de Paros. És esmentat per Iàmblic. En realitat podria ser una falsa lectura per Timàrides (Thymaridas) que és conegut com a filòsof pitagòric.